# Kircheib
Kircheib là một đô thị thuộc huyện Altenkirchen, trong bang Rheinland-Pfalz, phía tây nước Đức. Đô thị Kircheib có diện tích 6,55 km², dân số thời điểm ngày 31 tháng 12 năm 2006 là 549 người.